# Liebherr T 282B

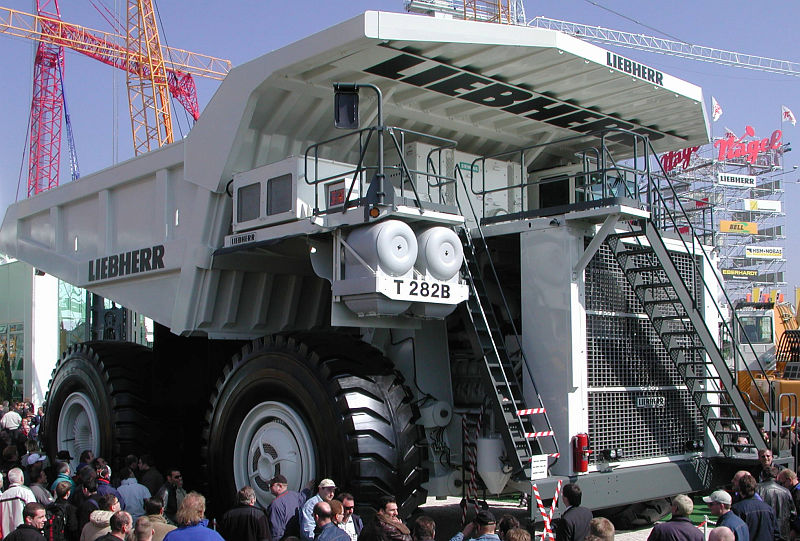
T 282B

Liebherr T 282B je dvounápravový korbový sklápeč – pevný dampr, vyráběný německou firmou Liebherr v závodě společnosti v americkém městě Newport News. Do roku 2013 byl s užitečným zatížením 360 tun největším pevným damprem na světě, překonal jej BelAZ 75710 běloruského výrobce BelAZ s užitečným zatížením 450 tun.
Stroj byl navržen v roce 2004, jako následník modelu T 282, kapacita korby je o 20 tun větší než u největšího modelu konkurenční společnosti Caterpillar Inc.
Liebherr T 282 B je poháněn systémem kombinujícím dieselový a elektrický pohon. Jeho pohonná jednotka váží v nejsilnější verzi 10 tun a poskytuje výkon 2722 kW (3650 koní). Přidružený alternátor poskytuje proud pro dva elektrické motory Liebherr/Siemens (SIMINE TR) pohánějící zadní nápravu.
Uveze až 400 tun.

## Technické údaje
- Rozměry:
  - délka 14,5 m
  - výška 7,4 m
  - šířka 8,8 m
  - rozvor 6,6 m
- Pohotovostní hmotnost: 230 t
- Užitečné zatížení: do 363 tun, v závislosti na dodávané korbě
- Maximální hmotnost: 592 t

- Pohonné jednotky (volitelné):
  - DDM/MTU
    - vznětový dvacetiválcový motor s objemem 90 litrů, 2722 kW (3650 koní)
    - šestnáctiválcový motor 65 litrů (2015 kW)

- - Cummins
    - šestnáctiválcový motor 60 litrů (2015 kW)
    - osmnáctiválcový motor 78 litrů (2610 kW)
- Maximální rychlost: 64 km/h
- Průměrná spotřeba: 174 litrů nafty za hodinu, což při běžném 24 hodinovém provozu znamená 4176 litrů denně
- Objem nádrže: 4730 litrů
- Pneumatiky: radiální nízkoprofilové Michelin 56/80R63, průměr 4,11 m; hmotnost s diskem: 7,8 t
- Odpružení: dusíkovoolejové
- Korba: hmotnost 30 t, ocelový plech síly více než 2 centimetry
- Cena: 3,5 miliónu amerických dolarů

Motor pro T 282B byl vyvíjen firmami Detroit Diesel a MTU Friedrichshafen a dvě verze firmou Cummins. Jde o první použití elektromotoru (původně vyvíjeného pro lokomotivy) pro takto velký nákladní vůz.
Vozy jsou vyráběny v továrně v Newport News ve Virginii; současně je zde možno stavět čtyři stroje. Na přání je možno dodat CD přehrávač a klimatizaci. Společnost Liebherr podle předpokladů prodává několik desítek vozů ročně, hlavními odběrateli jsou společnosti zabývající se těžbou uhlí, mědi, železa a zlata v USA, Chile, Indonésii, Jihoafrické republice a Austrálii.